# Be Your Age
Be Your Age è un cortometraggio muto del 1926, diretto da Leo McCarey con Charley Chase. Il film uscì nelle sale il 14 novembre 1926.

## Trama
Charley ha bisogno di diecimila dollari subito. La signora Schwartzkopple ha ereditato due milioni di dollari dal suo ultimo marito e vuole sposare un uomo più giovane. Il signor Blaylock, il suo avvocato, vede una strada per risolvere entrambi i loro problemi e mantenere il controllo dei suoi due milioni di dollari.